# Ахмад Са'ад
Ахмад Са'ад (араб. أحمد سعد, івр. אחמד סעד; 25 листопада 1945 — 20 квітня 2010) — ізраїльсько-арабський журналіст і політик. З 1996 по 1999 роки — депутат Кнесету від партії «Хадаш», а також редактор газети «Аль-Іттіхад». Доктор філософії.

## Біографія
Са'ад вивчав економіку в Ленінградському університеті, отримавши ступінь доктора філософії. Працював директором Інституту соціальних і політичних досліджень імені Еміля Тума в Хайфі, був членом секретаріату Верховного комітету з моніторингу арабського населення в Ізраїлі. Він написав дев'ять книг з економіки та про ізраїльських арабів, а також публікувався у газеті «Аль-Іттіхад».
Як член бюро і для партії «Хадаш», так і для його фракції «Макі», Са'ад був обраний до Кнесету за спільним списком партій «Хадаш-Балад» в 1996 році, де працював у фінансовому комітеті Кнесету.

## Виноски
1. 1 2 3  חה"כ אחמד סעד — Кнесет.
2. ↑  http://www.knesset.gov.il/mk/eng/mk_eng.asp?mk_individual_id_t=95
3. ↑  Ahmad Sa'd: Particulars [Архівовано 19 січня 2017 у Wayback Machine.] Knesset website
4. ↑  Ahmad Sa'd: Public activities [Архівовано 19 січня 2017 у Wayback Machine.] Knesset website